# Éric IV de Saxe-Lauenbourg
Éric IV est un prince de la maison d'Ascanie né en 1354 et mort en 1412. Il règne sur le duché de Saxe-Lauenbourg de 1368 à sa mort.

## Biographie
Éric IV est le fils du duc Éric II de Saxe-Lauenbourg et de son épouse Agnès de Holstein. Il succède à son père à sa mort, en 1368, en tant que duc de Saxe-Ratzebourg-Lauenbourg. Il réunifie la Saxe-Lauenbourg en 1401, lorsque son cousin Éric III, dernier représentant de la lignée de Bergedorf-Möllner, meurt sans laisser d'héritier. Il partage dès lors le pouvoir avec ses deux fils aînés, Éric V et Jean IV.

## Mariage et descendance
Le 8 avril 1373, Éric IV épouse la princesse Sophie (bg) (1358-1416), fille du duc Magnus II de Brunswick-Lunebourg et de Catherine d'Anhalt-Bernbourg. Ils ont plusieurs enfants :
- Éric V (mort en 1436), duc de Saxe-Lauenbourg ;
- Jean IV (mort en 1414), duc de Saxe-Lauenbourg ;
- Albert (mort en 1421) ;
- Magnus (de) (mort en 1452), évêque de Hildesheim, puis de Cammin ;
- Bernard II (mort en 1463), duc de Saxe-Lauenbourg ;
- Othon (mort avant 1431) ;
- Agnès (morte avant 1415), épouse le comte Albert II de Holstein ;
- Agnès (morte vers 1435), épouse le duc Warcisław VIII de Poméranie ;
- Catherine (morte vers 1448), épouse le comte Jean VII de Mecklembourg-Werle-Güstrow, puis le duc Jean IV de Mecklembourg ;
- Sophie (morte en 1462), épouse le duc Warcisław IX de Poméranie.